# 盧科韋齊-茹里夫西基
49°18′0″N 24°20′3″E / 49.30000°N 24.33417°E
盧科韋齊-茹里夫西基（烏克蘭語：Луковець-Журівський），是烏克蘭西部的村莊，隸屬伊萬諾-弗蘭科夫斯克州的伊萬諾-弗蘭科夫斯克區。該村始建於1890年，面積9.92平方公里，2001年人口332，人口密度每平方公里33.5人。